# 츠카다 료이치
츠카다 료이치(일본어: 塚田 僚一, 1986년 12월 10일 ~ )는 일본의 가수, 배우이며, 남성 아이돌 그룹 A.B.C-Z의 멤버이다.
카나가와 현 출신. STARTO ENTERTAINMENT 소속. 릿시샤 고등학교 졸업.

## 내력
- 1998년 11월 8일, 쟈니즈 사무소에 입소.
- 2012년 2월 1일, A.B.C-Z의 멤버로서 DVD 데뷔.
- 소년대와 타키자와 히데아키를 동경한다.

## 출연

### 드라마
- 가면 티처 (2013년 7월 6일 ~ 9월 28일, 닛폰 TV) - 금발 선생님 역
  - 금요 로드 쇼 가면 티처 과외 수업 SP (2014년 2월 14일)

### 영화
- 극장판 가면 티처 (2014년 2월 22일, 쇼게이트) - 금발 선생님 역

### 무대
- 파르코 프로듀스 〈잇 런즈 인 더 패밀리 It runs in the family ~파파라 부르지 마~〉 (2014년 9월 20일 ~ 10월 13일, 파르코 극장) - 레즐리 역

등